# 대구선
대구선(大邱線)은 경부선 가천역과 중앙선 영천역을 잇는 한국철도공사의 지선 철도 노선이다.
경부선과 중앙선을 연결하는 기능을 하기 때문에 순수하게 대구선 구간만 운행하는 여객열차는 없고, 모두 동해선 (부전·경주·포항 방면)이나 중앙선 (영주·제천·청량리·동해 방면)으로 직결 운행한다. 원래는 동대구에서 출발했는데, 시지 (가천동) 쪽으로 선로가 이설된 후에는 경부선과 대구선의 분기역으로 신설한 가천역으로 이설되었다. 선로 이설과 일부 역들의 여객취급 중단 등으로, 현재 대구선에서 여객을 취급하는 철도역은 2개(하양역, 영천역)는 적고 통행방향은 좌측통행이다.
2021년 12월 28일에 복선 전철화 공사를 마쳤으며, 이설된 후 쓸모없게 되는 청천역 ~ 하양역간 구 선로부지는 2024년 12월 21일에 개통한 대구 도시철도 1호선 경산(하양) 연장 구간 공사에 활용했고 통행방향은 어디서든 우측통행이다.

## 역사
- 1917년 12월 24일 : 대구역 - 영천역 간 개통과 함께 영업 개시. 당시 경동선의 일부였다.[1]
- 1918년 7월 18일 : 금호역 개업[2]
- 1960년 12월 23일 : 봉정역 개업[3]
- 1967년 12월 21일 : 신평역 개업[4]
- 1969년 6월 10일 : 동대구역 신설로 대구역 - 동대구역간 선로가 폐선
- 1973년 4월 1일 : 신평역 폐역[5]
- 1992년 12월 12일 : 제 14대 대통령(김영삼)의 공약 사업으로 대구선 이설이 확정
- 1997년 8월 27일 : 대구선 동대구 - 청천 간 이설 사업 착공
- 2004년 12월 10일 : 봉정역을 무배치간이역으로 격하[6]
- 2005년 11월 1일 : 동대구 - 청천 간이 외곽으로 이전되면서, (구)대구선으로 분리, 경부선과 만나며 대구선의 분기점이 되는 화물중계역인 가천역 신설, 금강역 개업[7]
- 2005년 11월 3일 : 신설된 금강역에서 신설 대구선 이설 개통식 개최
- 2008년 2월 15일 : 동대구역 - 반야월역 구간 운행 중지
- 2011년 4월 7일 : 복선 전철화 사업 착공[8]
- 2014년 12월 8일 : 대구선 복선전철 원제터널 관통
- 2017년 9월 8일 : 하양 ~ 영천 구간 운행선을 개량선으로 변경
- 2018년 7월 16일 : 금강 ~ 하양 구간 운행선을 개량선으로 변경
- 2019년 4월 17일 : 철도 노선번호 변경에 따라 30210으로 변경[9]
- 2021년 3월 30일 : 전 구간 전차선로 전원공급 시작
- 2021년 6월 17일 : 운행선 변경 반영으로 노선거리 26.1km로 단축 및 봉정역 폐역
- 2021년 12월 28일 : 복선 전철 개통[10]
- 2023년 12월 18일 : ITX-마음 운행 개시

## 역 목록
● : 모든 여객 열차 정차. 

｜ : 모든 여객 열차 통과.
| 역명 | 로마자 역명 | 한자 역명 | 여객 | 접속 노선  | 역간 거리 | 영업 거리 | 소재지     | 소재지 |
| ---- | ----------- | --------- | ---- | ---------- | --------- | --------- | ---------- | ------ |
| 가천 | Gacheon     | 佳川      | ｜   | 경부선     | 0.0       | 0.0       | 대구광역시 | 수성구 |
| 금강 | Geumgang    | 琴江      | ｜   |            | 4.3       | 4.3       | 대구광역시 | 동구   |
| 청천 | Cheongcheon | 淸泉      | ｜   | (구)대구선 | 3.8       | 8.1       | 경상북도   | 경산시 |
| 하양 | Hayang      | 河陽      | ●    |            | 5.5       | 13.6      | 경상북도   | 경산시 |
| 금호 | Geumho      | 琴湖      | ｜   |            | 5.1       | 18.7      | 경상북도   | 영천시 |
| 영천 | Yeongcheon  | 永川      | ●    | 중앙선     | 7.4       | 26.1      | 경상북도   | 영천시 |

## 대구선의 교통량
2023년도 철도통계연보에 따르면, 대구선을 경유하는 정기열차의 열차 운행 빈도는 다음과 같다.
| 운행구간      | 선로용량 | 새마을 | 무궁화 | 일반화물 | 운행총계 |
| ------------- | -------- | ------ | ------ | -------- | -------- |
| 동대구 ~ 가천 | 61       | 1      | 16     | 3        | 20       |
| 가천 ~ 영천   | 180      | 1      | 16     | 6        | 23       |

## 향후의 계획
복선 전철화는 경부선, 중앙선, 동해선과 연계를 위한 간선철도로 계획되어 2021년 12월 28일 복선 전철화 공사를 마쳤다. 대구광역시에서는 이설되어 폐선된 현재의 청천 ~ 하양 구간을 활용하여 대구 도시철도 1호선을 안심역 이후 하양역까지 연장했다.
2015년 4월 1일을 마지막으로 서울 - 포항 동차형 비전철 새마을호가 폐지된 후에는 대구선, 중앙선, 동해선 사이에 가공 전차선이 없어서 ITX-새마을 여객열차를 투입하지 못했다. 2021년 12월 복선전철화가 완료된지 2년이 지난 2023년 12월 18일 ITX-새마을과 동급의 ITX-마음이 운행을 시작하였다.

## 노선 정보
- 노선 거리 : 26.1 km
- 운영 기관 : 한국철도공사
- 궤간 : 1435mm(표준궤)
- 통행 방식 : -
- 역 수 : 7
- 전철화 구간 : 전 구간
- 보안 장치 : ATS

## 지선 노선
K-2인입선은 대구광역시 동구 동촌동 대구 공군기지와 경상북도 경산시 하양읍 청천역을 연결하는 선로로, 공군기지 전용 선로이다.

## (구)대구선
(구)대구선((舊)大邱線)은 대구광역시의 동대구역과 반야월역을 잇던 화물 지선 노선으로, 노선 번호는 2024이었다. 대구선의 대구광역시 구간 이설 이후 남겨진 구선로를 이용하였다.

### 역사
대구선의 대구 시내구간은 주택가와 맞닿아 있어서 근처에 거주하는 주민들의 민원이 많은 노선이었다. 이에 대구선의 대구 구간을 외곽으로 이전하려는 계획이 1992년 수립되었고, 설계를 거쳐 1997년 8월 27일 착공에 들어갔다. 경부선 가천역에서 분기되는 대구선 신선은 2005년 11월 1일에 개통되었으나, 구선의 동촌 - 반야월 간에서 분기되는 K-2 공군기지의 전용선을 대체할 신선(청천역에서 K-2 공군기지까지)이 완공되지 않아 새 전용선의 공사기간 동안 명맥을 유지할 수 있었다. 청천역에서 분기되는 새 전용선이 개통되자 2008년 2월 15일 화물열차 운행은 완전히 중단되어, 같은 해 5월 15일 공식적으로 폐지되었다.

### 사건
(구)대구선이 존속하던 동안, 대구 안심연료단지내 연탄 생산 업체들은 계속 (구)대구선을 이용해 연탄 원료인 무연탄을 수송하였다. 이로 인해 공군기지 인입선이 개통한 후에도 한동안 구 대구선을 이용하는 화물열차가 운행되었고 주민들이 반발하여, 한국철도공사가 2008년 2월 15일부터 화물열차 운행을 중단하기로 결정하자, 연탄 생산업자들이 항의하는 사건이 일어나기도 하였다.

### 노선
아래 표에서, 청천역은 (구)대구선에 포함된 적이 없으나, 대구선 이설 이전에 반야월역과 청천역 사이가 연결되어 있음을 명시하기 위해 편의상 포함했다.
| 역명   | 로마자 역명 | 한자 역명 | 접속 노선                    | 역간 거리 | 영업 거리 | 소재지     | 소재지 |
| ------ | ----------- | --------- | ---------------------------- | --------- | --------- | ---------- | ------ |
| 동대구 | Dongdaegu   | 東大邱    | 경부선 ● 대구 도시철도 1호선 | 0.0       | 0.0       | 대구광역시 | 동구   |
| 동촌   | Dongchon    | 東村      |                              | 3.1       | 3.1       | 대구광역시 | 동구   |
| 신평   | Sinpyeong   | 新坪      |                              |           | 5.6       | 대구광역시 | 동구   |
| 반야월 | Banyawol    | 半夜月    |                              | 5.4       | 8.5       | 대구광역시 | 동구   |
| 청천†  | Cheongcheon | 淸泉      | 대구선                       | 5.5       | 14.0      | 경상북도   | 경산시 |

## 사진

### 신 대구선
- 경부고속선 위를 지나가는 대구선
- 경부고속도로 위를 지나가는 대구선
- 복선 신선을 건설하고 있는 금호읍내 구간 (2016년)

### 구 대구선
- 동구 (대구광역시) 용계동에 위치한 대구선 노반이다. 현재는 산책로로 바뀌었다.
- 동구 (대구광역시) 용계동과 율하동 사이 율하천에 위치한 구 대구선의 교대(橋臺)의 모습이다. 가운데의 기둥은 모두 철거되었다.

### K-2 인입선
- 동구 (대구광역시) 신평동에 위치한 K-2 인입선과 신평로 도로가 교차하는 부동건널목이다.
- 부동건널목에서 대구공항 방향
- 부동터널의 청천방면 출구. 동대구 분기점 아래를 지나는 이 터널을 지나면 부동건널목이 나온다.

## 같이 보기
- 한국철도공사